# Jan Enghienský
Jan Enghienský († 1281) byl 54. biskup tournajský a 69. biskup lutyšský v Nizozemí.

## Život
Jan Enghienský se narodil v Henegavském hrabství jako syn Sigera Enghienského a Alix Sotteghemské. Byl jmenován do kanonie Tournajské katedrály, kde si vybudoval pověst teologa a v roce 1266 byl zvolen biskupem. Jako biskup byl intronizován 8. ledna 1267. V roce 1274, když Jindřich Guelderský rezignoval na post biskupa lutyšského, byl Jan papežem Řehořem X. během Druhého lyonského koncilu jmenován jeho nástupcem.
Jeho předchůdce Jindřich Guelderský tvrdil, že mu katedrální kapitula v Lutychu stále dluží peníze a Jan Enghienský souhlasil se schůzkou v Hoegaardenu. Jindřich ho nechal zajmout, ale během únosu byl smrtelně zraněn. Zemřel na následky zranění v Hélécine, poblíž Tienen, 24. srpna 1281.